# Paulina Crusat Martino
Paulina Crusat Martino   (Barcelona, 17 de febrer de 1900 - Sevilla, 28 de maig de 1981), fou una escriptora, traductora i crítica literària catalana en llengua castellana.
Filla de Manuel Crusat Decrey (originari de Suïssa) i de Josefa Martino Arroyo (procedent d'Andalusia), va créixer en una família acomodada de Barcelona, on va adquirir una àmplia cultura i el coneixement de diverses llengües: a més del castellà i el català, també el francès, l'anglès i l'alemany.
El 1950 publica una traducció de Jean Moréas, a la col·lecció Adonais. A la mateixa col·lecció apareix la seva Antologia de poetes catalans contemporanis (1952)', la primera després de la Guerra Civil. I des de 1953 va ser col·laboradora de la revista Ínsula, on era responsable de la secció Lletres Catalanes, i Destino, on publicava ressenyes literàries i comentava les novetats editorials de la literatura catalana.
La seva primera novel·la fou Mundo pequeño y fingido, una llarga novel·la psicològica situada a començaments del segle XIX. Aprendiz de persona (1956) i Las ocas blancas (1959) constitueixen conjuntament Historia de un viaje, on s'evoca la infància i joventut de Monserrat Sureda, una noia de la burgesia barcelonina de començaments del segle xx. El 1965 publica Relaciones solitarias, l'última obra, una novel·la epistolar situada a la França del segle XVIII.
Al 1979 se li va fer un homenatge a Sevilla. La crítica coètània i també la posterior l'han ignorat i no han valorat l'aportació que va fer a la literatura de la seva època. Recerques més recents, de començaments del segle XXI, han estudiat i recuperat la seva figura.

## Obra

### Obra pròpia
- Mundo pequeño y fingido (novel·la). José Janés, 1953.
- Aprendiz de persona (novel·la). Destino, 1956.
- La ocas blancas (novel·la). Destino, 1959.
- relaciones solitarias (novel·la). Plaza & Janés, 1965.

### Traduccions
- Jean Moréas, Poemas y estancias. Rialp, "Serie Adonais", Madrid 1950.
- Antología de poetas catalanes contemporáneos. Rialp, "Serie Adonais", Madrid 1952.[8]
- Voces que te han cantado. Selección de poesia religiosa. Juventud, Barcelona, 1970.